# Tervaete
Tervaete (en néerlandais : Tervate) est un hameau de  Stuivekenskerke, une section de la ville belge de Dixmude. Le hameau est situé le long de la Yser, à la frontière de Stuivekenskerke et Keyem. L'Yser y fait un grand coude, le coude de Tervaete. À la hauteur du hameau est situé sur l'Yser le pont de Tervaete.

## Histoire
La plus ancienne mention de Stuivekenskerke remonte à 1219 et déjà à l'époque on y mentionne également Tervaete : "parochia de Stuvinskerke in loco qui Vatha dicitur". Aussi, au XVe siècle, Tervaete est répertorié. Le hameau est situé à 2,5 km au nord-est du centre de Stuivekenskerke. Au XVIe siècle, la seigneurie de Furnes a été reprise par les Espagnols et diverses redoutes ont été mises en place, notamment à Tervaete, pour se protéger des pillages d’Ostende; celles-ci ont disparu plus tard.
À la fin du XIXe siècle, était le centre du village de Stuivekenskerke s'est déplacé à quelques kilomètres plus au nord. Tervaete est maintenant plus proche du nouveau centre du village.
Au cours de la Première Guerre mondiale, Tervaete a été  le théâtre de violents combats lors de la Bataille de l'Yser. Les Allemands qui voulaient atteindre au plus vite les ports de la Manche ont donc voulu traverser l'Yser à la mi-octobre 1914, pour atteindre Nieuport depuis Dixmude par l'intermédiaire des trois ponts sur l'Yser entre ces deux villes, à savoir les ponts de l'Union, Schoorbakke et de Tervaete. Le coude de Tervaete était une faiblesse dans les lignes de défense belge. Ici, on était vulnérable aux tirs venant de différentes directions et, de plus, il y avait la frontière entre deux divisions belges, à savoir la 1re et la 4e division. Le 19 octobre 1914, le génie belge fit sauter le pont de Tervaete pour le rendre inutilisable pour les Allemands. Dans la nuit du 21 au 22 octobre, les Allemands ont quand même réussi à traverser l'Yser au coude de Tervaete. Les jours suivants ont été durement disputés. Le 23 octobre, les Allemands ont pris Tervaete, qui a été complètement brûlé. Finalement, les Belges ont dû se retirer à Stuivekenskerke et même plus tard derrière la ligne du chemin de fer. Quelques jours plus tard, l'avancée allemande fut stoppée par l'inondation de la plaine de l'Yser.
En l'honneur de ces événements, une rue d'Etterbeek pote le nom de rue de Tervaete.
Le 28 mai 1940, après avoir fait sauter le pont, les soldats français du 270e régiment d'infanterie défendent la position jusqu'au 29 mai. Les allemands réussissent à traverser l'Yser dans la journée du 29 mai.

## Visites
- Un mémorial au 2e bataillon du 1er régiment de grenadiers.  Beaucoup d'entre eux tombèrent lors d'une course effrénée le 22 octobre 1914 dans le but d'arrêter les Allemands.
- Sur chaque rive de la rivière sont encore visible de les restes de pont sauté de Tervaete. Un monument de la province de Flandre-Occidentale, établie dans les années 1980, portant l'inscription "Tervatebrug 21-23 oktober 1914", rappelle la bataille.